# San José, Yoro
San José är en ort i Honduras.   Den ligger i departementet Departamento de Yoro, i den centrala delen av landet, 140 km norr om huvudstaden Tegucigalpa. San José ligger 584 meter över havet och antalet invånare är 1 897.
Terrängen runt San José är kuperad. Runt San José är det glesbefolkat, med 15 invånare per kvadratkilometer. San José är det största samhället i trakten. 